# Chrysocraspeda holobapta
Chrysocraspeda holobapta är en fjärilsart som beskrevs av Louis Beethoven Prout 1917. Chrysocraspeda holobapta ingår i släktet Chrysocraspeda och familjen mätare. Inga underarter finns listade i Catalogue of Life.